# Banjska
Banjska (serbisch-kyrillisch Бањска; albanisch Banjska, Banska oder Baja e Mitrovicës) ist ein Dorf in der Gemeinde Zvečan im Norden Kosovos. 2009 lebten dort 350 Einwohner, größtenteils Serben.
Der Ort ist bekannt für seine Thermalquellen sowie für das Kloster Banjska aus dem 14. Jahrhundert.

## Name
Der Name Banjska verweist auf Thermalquellen. Er geht zurück auf ein altslawisches ban'ьskaja, was das weibliche Possessivadjektiv des Wortes ban'a (zu deutsch „Bad“; entlehnt aus dem lateinischen balinea „Bad“) darstellt, gegenüber dem Wort rěka („Fluss“).
Zu osmanischer Zeit wurde der Ort auch nach seinen muslimischen Einwohnern Turska Banjska genannt, um ihn von Banjska bei Vushtrria zu unterscheiden.

## Geografie

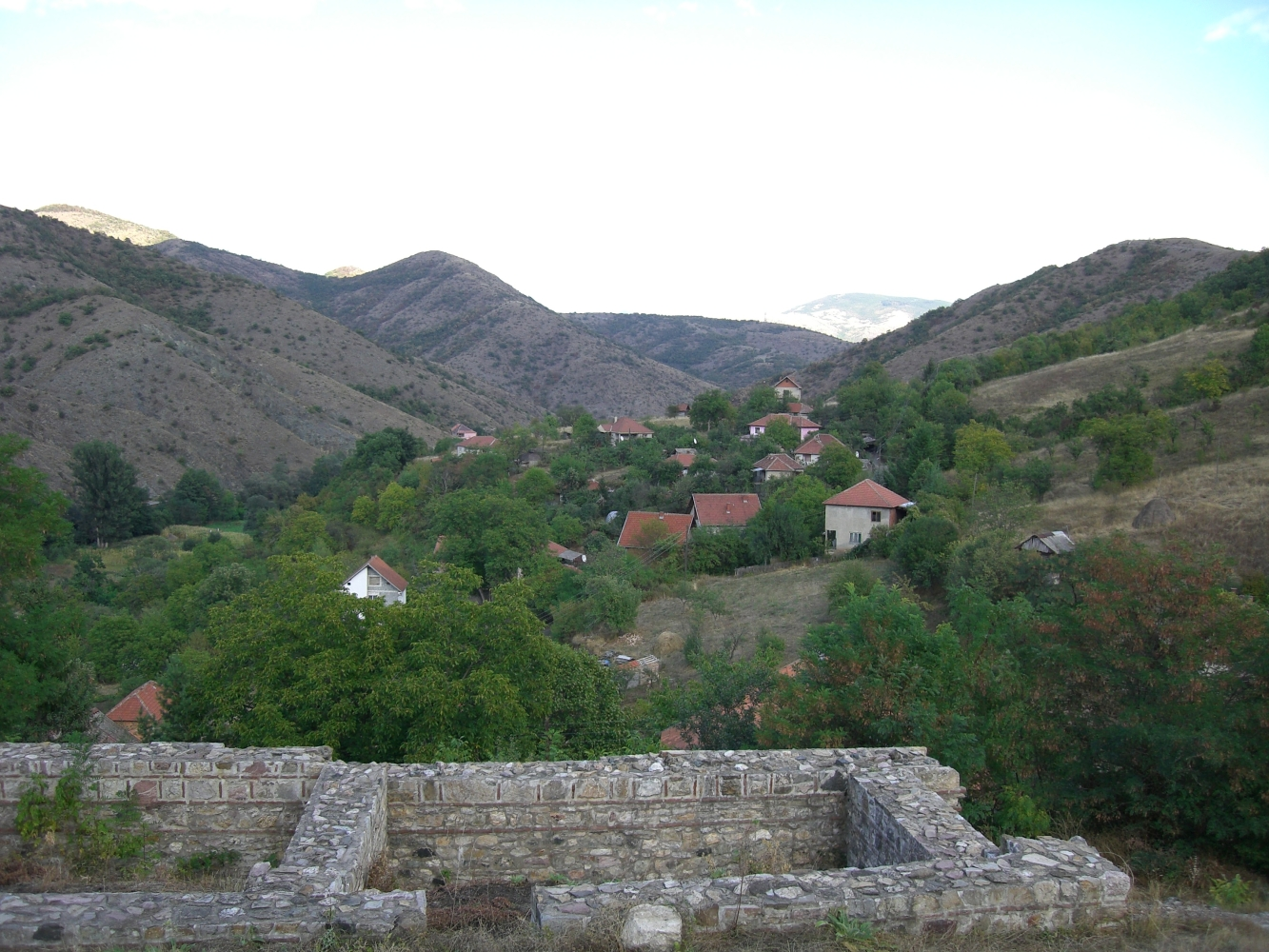
Blick über östliche Teile des Dorfes

Das Dorf liegt in den Hügeln Nordkosovos in einem Seitental des Ibar. Bis Zvečan sind es rund zehn Kilometer nach Südosten, bis zur Hauptstraße Zvečan–Leposavić im Ibar-Tal rund drei Kilometer nach Osten. Die Nebenstraße von Mitrovica nach Novi Pazar führt durch den Ort.

## Geschichte

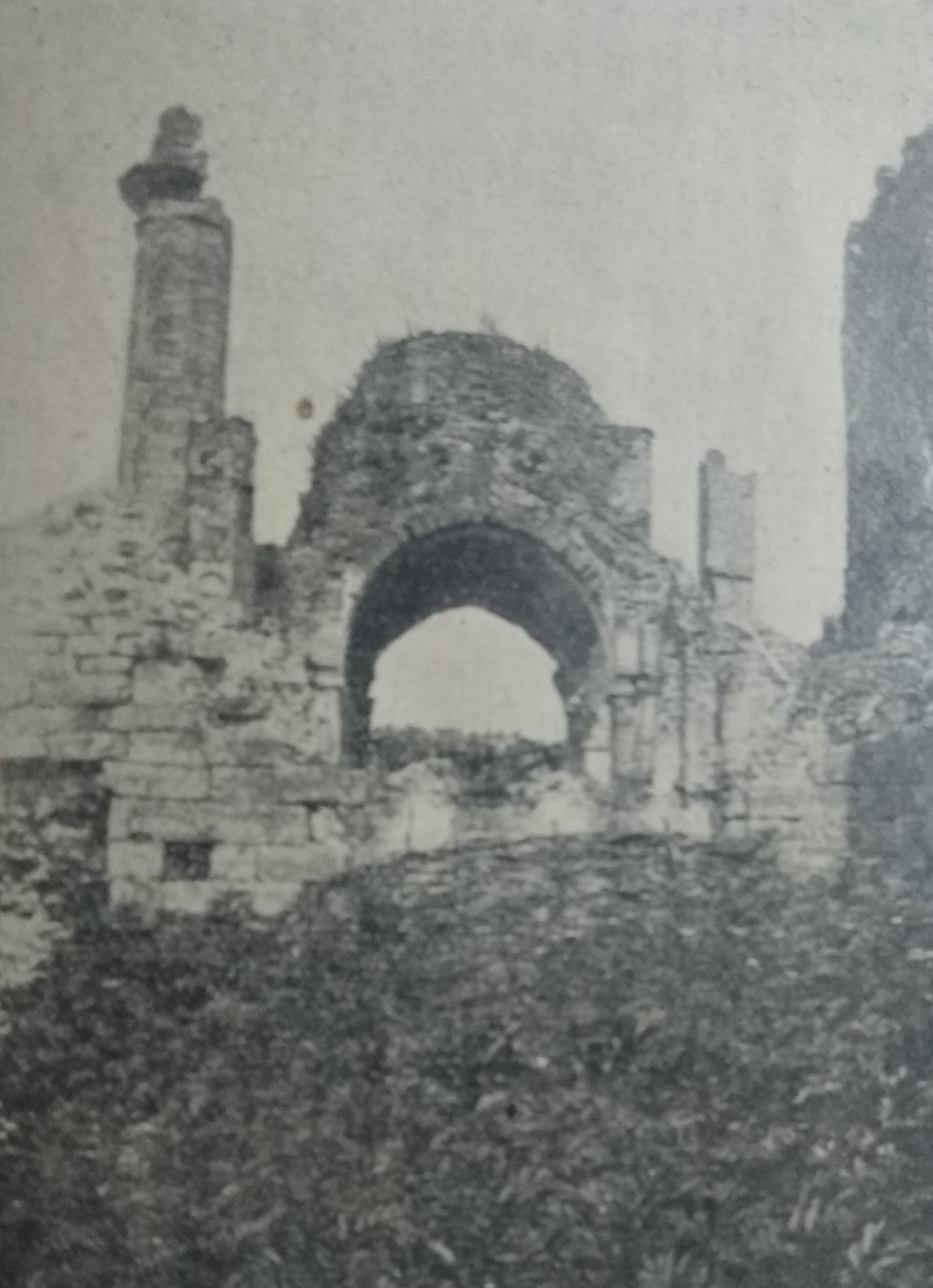
Ruinen des Klosters Banjska (1913)

Das Dorf Banjska gehört zu den ältesten in der Umgebung. An dieser Stelle existierte – noch vor Bau des Klosters Banjska – eine ältere Siedlung mit einer Kirche. Aus Dokumenten aus Gračanica ist die Existenz des Dorfes Banjska bereits zur Zeit von Stefan Uroš I. (1243–1276) belegt. Sein Sohn Stefan Uroš II. Milutin ließ zwischen 1313 und 1317 an Stelle der Ruinen der ehemaligen Kirche das Kloster Banjska errichten. Unmittelbar um das Kloster entwickelte sich Banjska als auf Klosterländereien tätiges Handwerker- und Händlerdorf. Da weitere Erwähnungen aus dem Spätmittelalter – bis zur nächsten Erwähnung 1530 – fehlen, wird davon ausgegangen, dass Banjska mit der osmanischen Eroberung aufgegeben wurde.
Der Ragusaner Jake Palmotić hielt 1667 fest, dass Banjska in der Mitte des 16. Jahrhunderts neu aufgebaut worden und im ersten Viertel des 17. Jahrhunderts eine größere Siedlung war.
Evliya Çelebi benutzte für den Ort sowohl den türkischen Namen Ilıca als auch das serbische Banjska und beschrieb eine im Ort existierende quadratische Festung aus Stein, die Mustafa paşa Kurşinca zade auf Befehl des Sultan Osman II. 1619 erbauen lassen hatte. In ihr wohnten ein türkischer Kommandant mitsamt 50 Soldaten und Waffenarsenal. In der Festung bestand außerdem eine kleine Moschee. Die eigentliche Siedlung umfasste über 300 Häuser, die Mustafa-Pascha-Moschee, einen Han sowie Weinberge. Des Weiteren beschrieb er die Thermalquellen als fünf bis sechs Becken, die Krankheiten heilen sollen und für die Menschen von vielerorts anreisten, um zu kuren, im Thermalwasser zu baden und hiervon zu trinken.
Im Großen Türkenkrieg wurde Banjska 1689 von den Österreichern eingenommen und wurde auf einer österreichischen Militärkarte vermerkt als Ort an einer Straße mit Han. 1807 wird Banjska von François Pouqueville als kleineres Dorf beschrieben, mit etwa 40 bis 50 Häusern, das durch den Ersten Serbischen Aufstand und damit einhergehenden kriegerischen Auseinandersetzungen (vor allem 1806) erschüttert wurde. Gemäß Sima Trojanović siedelten sich 1806 in Banjska muslimische Umsiedler aus dem zerstörten Karanovac (heute Kraljevo) an. Im Folgenden erlebte Banjska einen Aufschwung. Unter anderem ein Eintrag aus dem Jahre 1832, in welchem der Ort als šeher Bancko (von türkisch şehir ‚Stadt‘) bezeichnet wird, zeugt vom damaligen Status Banjskas als bedeutende Siedlung. Im selben Jahr führte Husein Gradaščević bei Banjska eine Schlacht gegen die reguläre osmanische Armee und der Ort soll – gemäß Bericht von Jovo Hadži Besarović von 1836 – niedergebrannt worden sein.
1839 gab es nur noch etwa 40 Häuser, das örtliche Minarett war zerstört. Es bestand jedoch eine Sahat Kula, Wachtürme sowie eine Badeanstalt. Spätestens 1850 war das Minarett wieder aufgebaut. 1852 bestanden nur noch etwa fünf Häuser, der Ort war fast gänzlich verlassen.
Nach 1918 ist Banjska so gut wie ganz von seinen muslimischen Einwohnern verlassen worden. Ein Teil ging nach Mitrovica, der größere emigrierte jedoch in die Türkei.
Wie der ganze Norden Kosovos kam es in Banjska seit der Unabhängigkeitserklärung 2008 immer wieder zu Spannungen zwischen der serbischen Minderheit und den kosovarischen Zentralbehörden. Weltweit Aufsehen erregte der Überfall vom 24. September 2023, als schwer bewaffnete serbische Milizionäre die kosovarische Polizei angriffen, einen Polizisten töten und sich anschließend im Kloster verschanzten.
Im Dezember 2023 wurde das 2019 eröffnete Thermalbad mit Hotel von Banjska durch die kosovarische Polizei geschlossen. Dies geschah auf Antrag der kosovarischen Privatisierungsagentur, die Unstimmigkeiten entdeckt hatte.

## Bevölkerung
| Volkszählung | 1914 | 1948 | 1953 | 1961 | 1971 | 1981 | 1991 | 2009 1 |
| ------------ | ---- | ---- | ---- | ---- | ---- | ---- | ---- | ------ |
| Einwohner    | 409  | 81   | 129  | 253  | 308  | 355  | 331  | 350    |